# جون ماتسوموتو (سياسي)
جون ماتسوموتو هو صيدلي وسياسي ياباني، ولد في 11 أبريل 1950 في يوكوهاما في اليابان. حزبياً، نشط في الحزب الليبرالي الديمقراطي الياباني. في الانتخابات العامة اليابانية 2017، انتخب عضو مجلس النواب من اليابان عن دائرة Kanagawa 1st district ‏ وقد انضم خلال فترته النيابية ‏ (22 أكتوبر 2017 – )  للكتلة البرلمانية الحزب الليبرالي الديمقراطي الياباني وانتخب رئيس الهيئة الوطنية للسلامة العامة ‏ (3 أغسطس 2016 – ) وانتخب عضو مجلس النواب من اليابان.

## وصلات خارجية
- الموقع الرسمي